# Народное поверье
В фольклористике Народное поверье — жанр фольклора, который часто выражается в повествованиях, традициях, ритуалах, пословицах и рифмах. Он также включает в себя широкий спектр поведения, выражений и убеждений. Примерами концепций являются магия, поверье, народная религия, худу, заклинание, чары, табу, предзнаменования, сверхъестественное и народная медицина.
Народное поверье и связанное с ним поведение хорошо засвидетельствованы среди всех элементов общества, независимо от уровня образования или дохода. В свою очередь, народное поверье встречается как в сельскохозяйственной, так и в пригородной и городской среде.

## Терминология
Один из множества вариантов, начиная с появления термина фольклор в 1846 году (ранее популярные древности), термин народное поверье впервые был использован британским фольклористом Лоуренсом Гомме в 1892 году.
Общий язык использует слово суеверие для того, что фольклористы обычно называют народным поверьем.